# Werner von Siemens
Ernst Werner von Siemens (Lenthe, 13 de dezembro de 1816 — Berlim, 6 de dezembro de 1892) foi um inventor e industrial alemão responsável por diversas invenções, tais como o telégrafo de ponteiro, o elevador elétrico, o fotômetro de selênio, o gerador elétrico e o dínamo elétrico de corrente alternada. Foi ainda o construtor das primeiras linhas de telégrafo da Europa e um dos fundadores do conglomerado Siemens AG.
Seu nome - siemens (símbolo: S) - é uma unidade do Sistema Internacional de Unidades (SI) que mede a condutância elétrica e a admitância.

## Biografia
Werner von Siemens nasceu em 13 de dezembro de 1816 e foi o quarto de quatorze filhos de uma família de fazendeiros da região de Hannover, noroeste da Alemanha. A difícil situação financeira da família interrompeu os estudos de Werner ainda na adolescência, o que o obrigou a sair da escola em 1834 para se alistar no exército prussiano, onde recebeu aulas de engenharia. Os três anos em que passou na Escola de Artilharia e Engenharia em Berlim deram a ele uma sólida base para seus futuros trabalhos no campo da engenharia elétrica.
À época, o exército prussiano estava particularmente interessado em tornar seus meios de comunicação muito mais rápidos e confiáveis. Em 1847, Werner von Siemens usou seus conhecimentos de engenharia e criou sua primeira grande invenção, o telégrafo de ponteiro, um equipamento muito mais confiável e moderno do que os telégrafos da época. Seu funcionamento também era mais simples: ao invés de exigir que o usuário conhecesse o código morse, Siemens criou um sistema com teclas distintas para cada letra do alfabeto, podendo ser operado por qualquer pessoa alfabetizada.  
O sucesso da invenção criou as bases para a fundação da Telegraphen-Bauanstalt von Siemens & Halske, companhia fundada por Werner von Siemens e pelo amigo e mecânico Johann Georg Halske em outubro de 1847. Dois anos depois, Siemens deixou o exército para se dedicar completamente à nova empresa.         
Uma das primeiras providências tomadas por Siemens na nova empresa foi a designação de membros de sua família para os cargos mais importantes, inclusive nas operações do exterior. A ideia era contar com pessoas bem capacitadas e que fossem leais a ele para assumir posições-chave no momento de expansão e consolidação da empresa. 
Em poucos anos, a Siemens & Halske deixou de ser uma oficina de engenharia de precisão, especializada principalmente em telégrafos, e passou a figurar entre as maiores empresas de engenharia elétrica do mundo, inclusive com operações internacionais dentro da Europa e grandes realizações no currículo, como a construção da primeira linha de telégrafo de longa distância ligando Berlim à Frankfurt; a instalação de toda a rede de telégrafos da Rússia, que se estendia da região do Báltico até o Mar Negro e teve seus trabalhos chefiados pelo irmão mais novo de Werner, Carl Siemens; e a produção e instalação, por conta própria, dos primeiros cabos de telégrafo submarinos na Inglaterra – trabalho chefiado por outro irmão de Werner, Wilhelm (ou William, seu nome inglês).
Enquanto administrava sua empresa, Werner von Siemens se dedicava intensamente às pesquisas científicas. Em 1866, ele deu uma de suas maiores contribuições para a engenharia elétrica ao descobrir o princípio dínamo-elétrico, que abriu caminhos para que a eletricidade pudesse ser usada como uma fonte de energia. 
Em uma época em que a engenharia elétrica se desenvolvia a todo vapor, as inovações apresentadas por Siemens foram destaque no campo científico e seu nome logo se tornou sinônimo de tecnologia. Em 1879, ele apresentou em uma feira em Berlim a primeira ferrovia elétrica do mundo e, no mesmo ano, foi responsável pela instalação dos primeiros semáforos elétricos da cidade. Em 1880, Siemens construiu em Mannheim o primeiro elevador elétrico e, um ano depois, instalou em Berlim-Lichterfelde o primeiro bonde elétrico do mundo.
Além de inventor e empresário, Werner von Siemens também foi político e membro da assembleia prussiana de 1862 a 1866. Em 1879, ele ajudou a fundar a Sociedade de Engenharia (Elektrotechnischer Verein), que encorajou a criação de cursos de engenharia elétrica em universidades alemãs. Siemens também foi um dos patronos do Instituto Físico e Técnico do Reich quando foi fundado em 1887. Ele não só doou quantias generosas como também cedeu o terreno no qual o instituto foi construído.
Durante sua vida, Werner von Siemens recebeu diversas honrarias em reconhecimento dos serviços prestados para a ciência e para a sociedade, incluindo um doutorado honoris causa em filosofia pela Universidade de Berlim, uma condecoração como cavaleiro da ordem Pour le Mérite (a mais alta condecoração militar da Prússia) por seus feitos artísticos e científicos e foi alçado à nobreza pelo imperador Frederico III em 1888. 
Werner von Siemens se afastou de seus negócios em 1890, mas continuou exercendo forte influência na Siemens & Halske até sua morte, em 6 de dezembro de 1892, dias antes de seu aniversário. Deixou quatro filhos – um deles, Carl Friedrich von Siemens, administraria a empresa do pai quase dez anos depois.

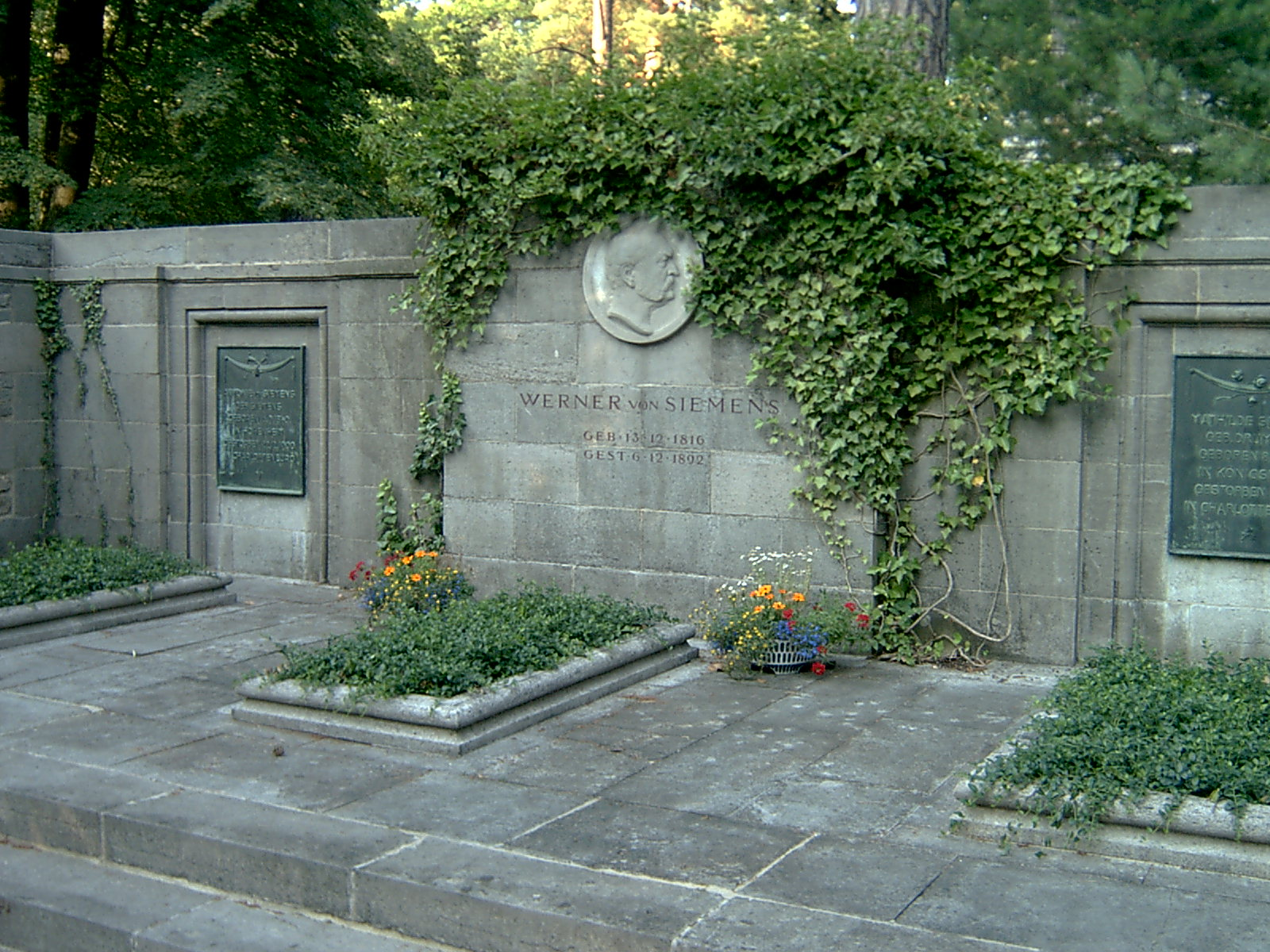
Sepultura de Werner von Siemens no Südwestkirchhof Stahnsdorf

Foi sepultado no Luisenfriedhof I e depois seus restos mortais foram trasladados para o Südwestkirchhof Stahnsdorf.